# مایکل هستینگز
مایکل هستینگز (انگلیسی: Michael Hastings؛ ۲۸ ژانویهٔ ۱۹۸۰ – ۱۸ ژوئن ۲۰۱۳) یک روزنامه‌نگار، خبرنگار بازفید، ویراستار رولینگ استون و نویسندهٔ اهل ایالات متحده آمریکا بود.